# Wowhead
Wowhead är en speldatabas över datorspelet World of Warcraft. Wowhead bygger på samma princip som thottbot och Allakhazam, att spelarna själva delar med sig av information till varandra. Klienter finns till Windows och Macintosh.